# نادي بيدا
نادي بيدا هو نادي كرة قدم هندوراسي أٌسس عام 1940. يلعب النادي في الدوري الهندوراسي الدرجة الأولى لكرة القدم.